# Hans Busch (Architekt)

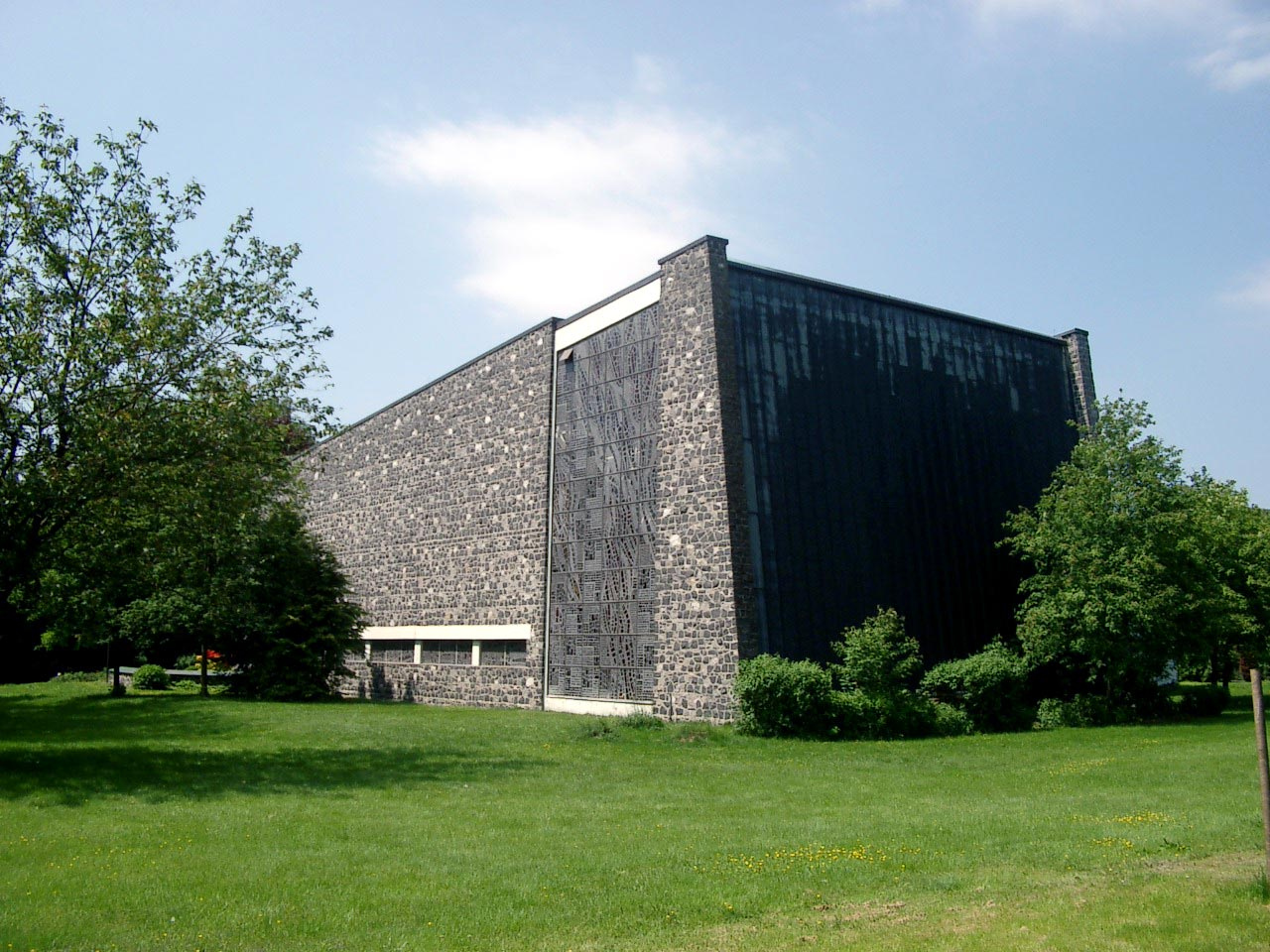
St.-Johannes-Kirche in Guckheim, Einweihung 16. Juni 1963, Gebäude steht unter Denkmalschutz. Architekt: Hans Busch, Frankfurt/Main

Hans Busch (* 1911; † 1990) war ein deutscher Architekt.

## Leben
Hans Busch stammt aus Frankfurt-Sossenheim. Er studierte von 1930 bis 1936 an der Technischen Hochschule in Darmstadt und der Universität Stuttgart Architektur. Nach Mitarbeit in einem Architekturbüro, Kriegsdienst und Gefangenschaft machte er sich 1946 selbstständig. Als Architekt hat Hans Busch u. a. für das Bistum Limburg zahlreiche Kirchen und  öffentliche Gebäude geplant. Der Bedarf war groß: Nach dem Zweiten Weltkrieg wurden innerhalb einer Generation allein im Bistum Limburg über 200 Kirchen wiederhergestellt oder neu errichtet.
Viele seiner zwischen 1946 und 1986 entstandenen Bauten stehen heute unter Denkmalschutz. Seit 1946 arbeitete er gemeinsam mit dem Künstler Jupp Jost an zahlreichen öffentlichen Gebäuden und Sakralbauten.

## Werk (Auszug)

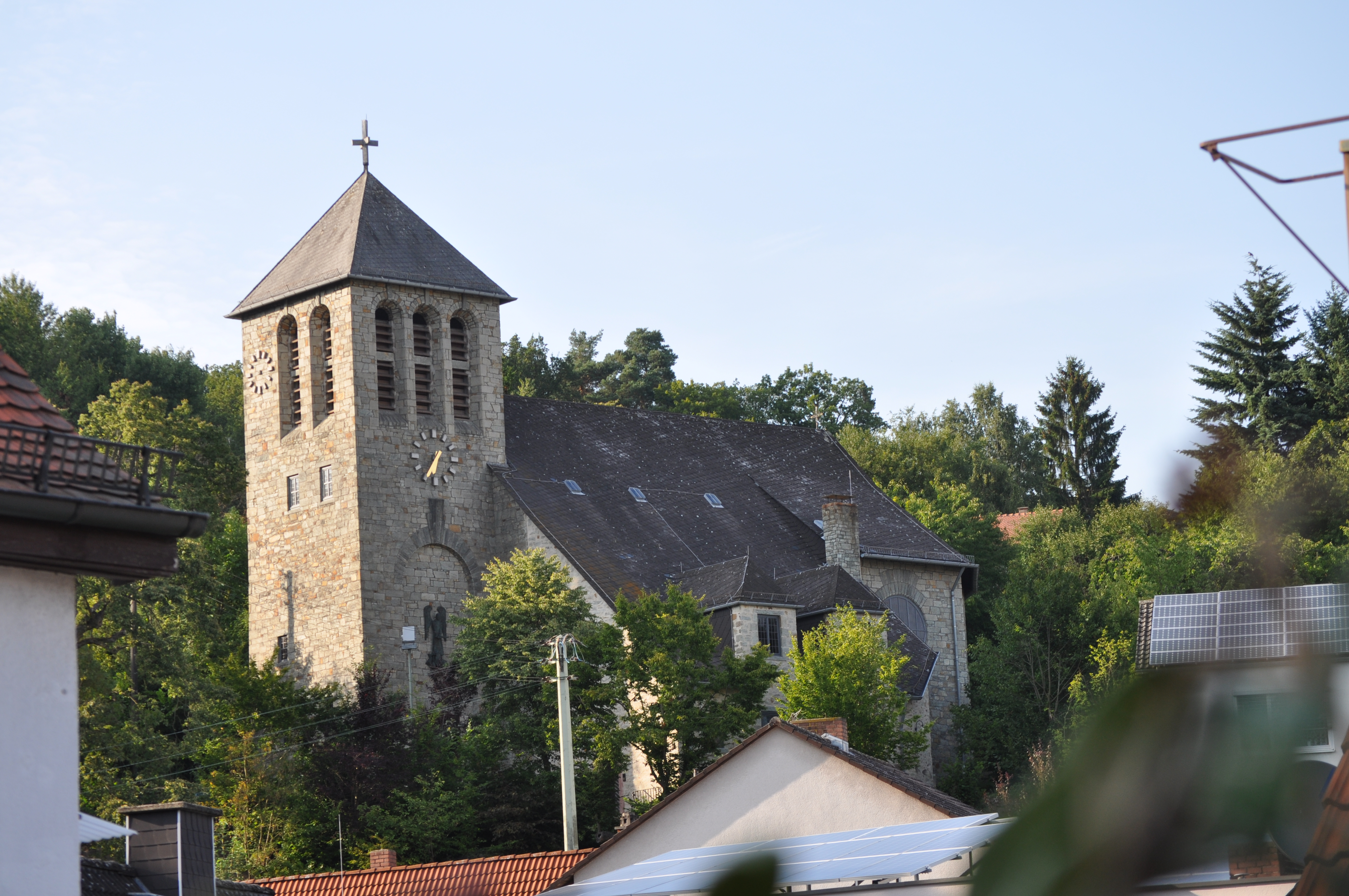
Kath. Kirche Sankt Michael in Mammolshain

- 1946/1947: Kath. Kirche Sankt Michael in Mammolshain mit Integration einer bestehenden Kapelle, Kulturdenkmal[2]
- 1952/1953: Kath. Pfarrkirche St. Marien in Langhecke bei Villmar, Altarbild von Jupp Jost, Kulturdenkmal[3]
- 1952/1953: Kath. Kirche Christkönig in Aßlar, Kulturdenkmal[4]

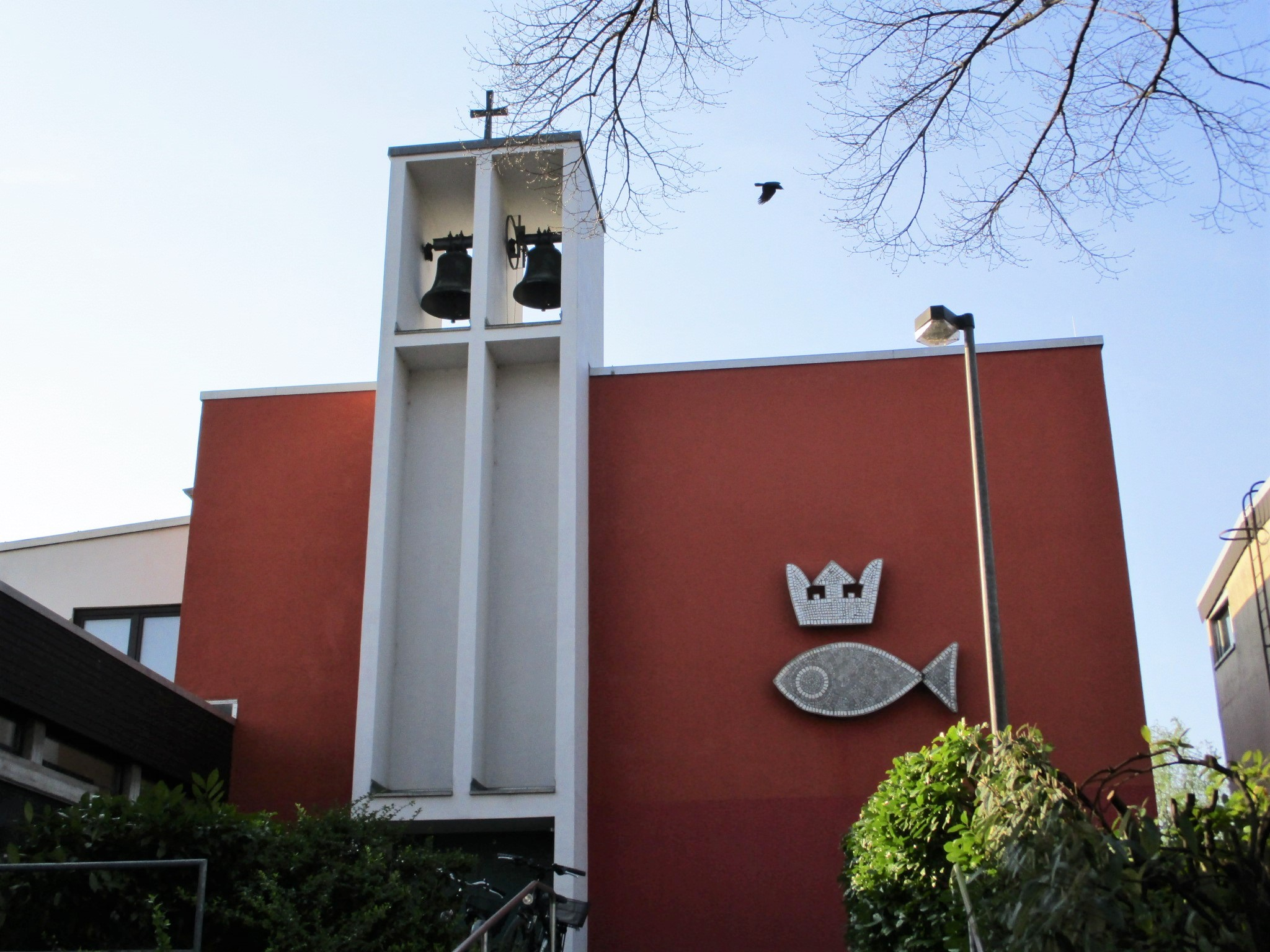
Christkönig-Kirche in Frankfurt-Praunheim

- 1953: Gemeindesaal, ab 1986 Kirche in Frankfurt-Bonames, Weihnachtsvorhang von Jupp Jost
- 1953: Umgestaltung der Christkönig-Kirche in Frankfurt-Praunheim, Kulturdenkmal[5]
- 1954: Kath. Kirche St. Josef in Villmar, Kulturdenkmal[6]
- 1954/1955: „Haus der Begegnung“ in Königstein im Taunus, Sgraffito von Jupp Jost, seit 1988 unter Denkmalschutz.[7]
- 1954/1955: Kath. Pfarrkirche Mariae Heimsuchung in Runkel, Kulturdenkmal[8]
- 1956/1957: Kath. Herz-Jesu-Kirche, Dillenburg
- 1959: St. Raphael, Frankfurt am Main-Bockenheim
- 1961: Kirche St. Johannes in Guckheim, steht unter Denkmalschutz
- 1967: St. Michaelskirche in Sossenheim, gotischer Chorturm durch Kirchenneubau von Hans Busch ergänzt

## Literatur

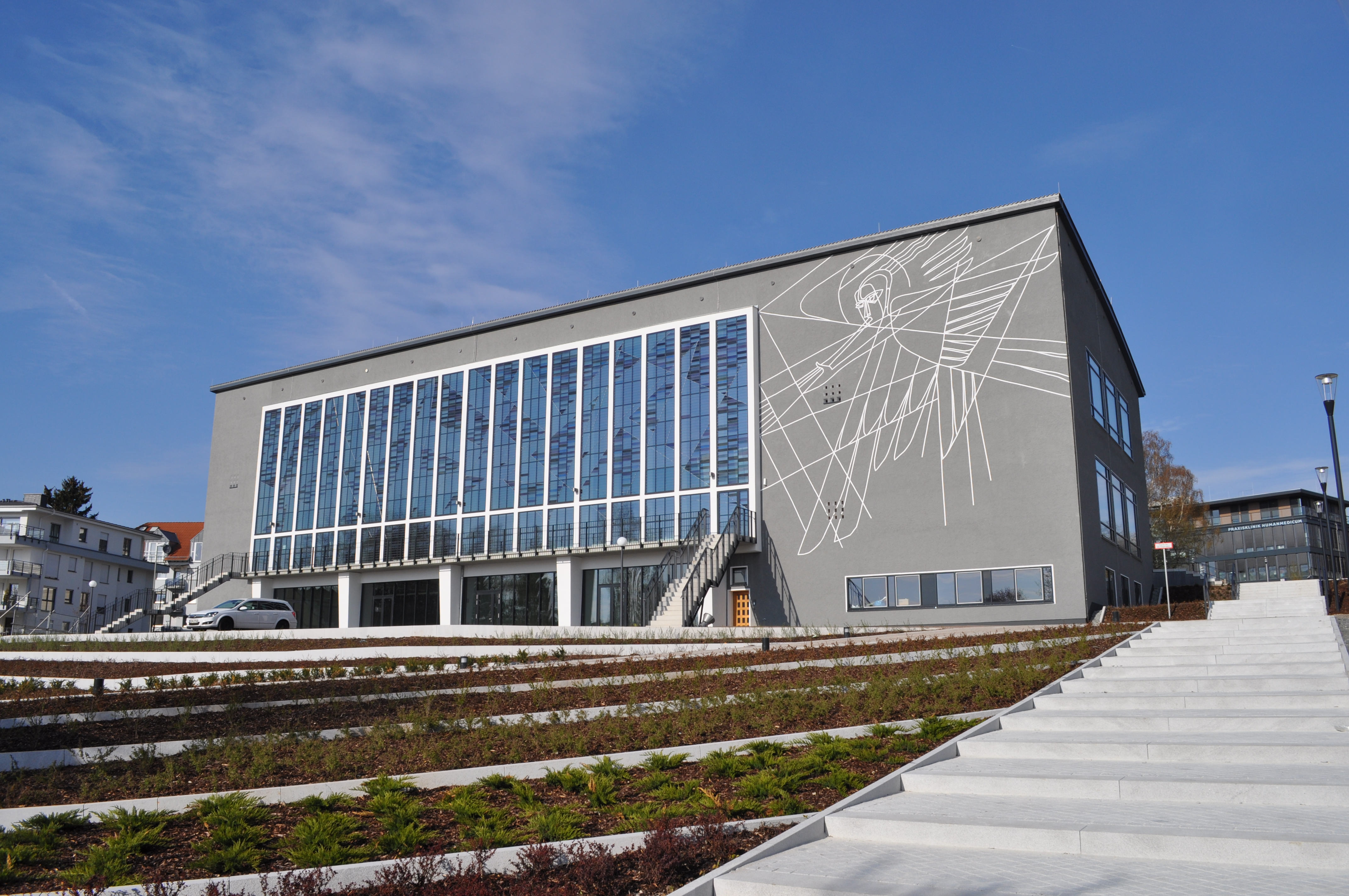
Haus der Begegnung in Königstein im Taunus, Sgraffito von Jupp Jost. Das Gebäude steht unter Denkmalschutz und wurde seinerzeit in der Presse als »modernstes und schönstes Tagungshaus Hessens« bezeichnet.